# Динейкін Григорій Іванович
Григорій Іванович Динейкін (нар. 15 жовтня 1951, місто Благодарний, тепер Ставропольського краю, Російська Федерація — 3 грудня 2007, місто Сєвєродонецьк Луганської області) — український діяч, директор Сєверодонецької теплоелектроцентралі (ТЕЦ) Ворошиловградської (Луганської) області, заступник міністра енергетики і електрифікації України. Народний депутат України 2-го скликання.

## Біографія
У 1969—1974 роках — студент енергетичного факультету Новочеркаського політехнічного інституту, інженер-теплоенергетик теплових електростанцій.
У жовтні 1974 — листопаді 1975 року — машиніст котлів Придніпровської ГРЕС. Член КПРС.
У листопаді 1975 — червні 1976 року — начальник зміни теплосилового цеху, у червні 1976 — листопаді 1978 року — заступник начальника котлового цеху, у листопаді 1978 — березні 1979 року — начальник котлотурбінного цеху, у березні 1979 — вересні 1982 року — заступник головного інженера, у вересні 1982 — квітні 1993 року — директор Сєверодонецької теплоелектроцентралі (ТЕЦ) Ворошиловградської (Луганської) області.
У квітні — жовтні 1993 року — заступник міністра енергетики і електрифікації України.
З жовтня 1993 року — директор Сєверодонецької ТЕЦ (з липня 1998 року — державного підприємства «Сєверодонецька ТЕЦ») Луганської області.
Народний депутат України 2-го демократичного скликання з .04.1994 (2-й тур) до .04.1998, Сєверодонецький виборчий округ № 250, Луганська область. Член Комітету з питань паливно-енергетичного комплексу, транспорту і зв'язку. Член фракції «Соціально-ринковий вибір» (до цього — член МДГ).
Член Соціалістичної партії України.
З березня 2000 року — президент Асоціації «Укртеплоелектроцентраль».

## Нагороди та відзнаки
Знак «Відмінник енергетики і електрифікації СРСР» (1986). Почесна грамота Міністерства енергетики і електрифікації СРСР (1987). Почесна грамота Міненерго СРСР (1990). Знак «Відмінник енергетики України» (2001). Знак «Почесний енергетик України» (2003). Заслужений енергетик України (08.2005). Орден Святого рівноапостольного князя Володимира III ст. (2001). Почесний знак ордена «Святих аспостолів Петра і Павла» (2002). Знак ордена «Святий князь Володимир» IV ст. (2004). Орден преподобного Іллі Муромця III ст. (2004), II ст. (2005, УПЦ МП). Орден «За розбудову України» імені Михайла Грушевського IV ст. (2005). Почесний громадянин міста Сєверодонецька (2001). Міжнародна нагорода «Ертсмейкер», нагрудний знак у вигляді золотої зірки та персональний корпоративний диплом «За збереження та розвиток інтелектуально-кадрового потенціалу підприємства в період перехідної економіки» (2001). Диплом і пам'ятна медаль альманаху «Золота книга української еліти». Золота медаль «За досягнення в науці» (2004). Золота медаль «За ефективне управління» (2004). Член-кореспондент Міжнародної кадрової академії (2004). Хрест Пошани «Святий князь Олександр Невський» (2004). Лавреат Всеукраїнської премії «Народна шана» (2005). Знак «Лідер паливно-енергетичного комплексу 2005» у номінації «Керівник підприємства» (2005).